# Maria Mucke
Maria Mucke-Grünefeldt (* 15. August 1919 in Mainz; † 28. Mai 2018) war eine deutsche Sängerin und Schauspielerin. 1956 gelang ihr mit Heut’ ist ein Feiertag für mich ein Top-10-Erfolg in den deutschen Singlecharts.

## Leben
Ihre Ausbildung erhielt Maria Mucke an den Städtischen Bühnen Leipzig bei Lina Carstens und an der Musikhochschule Leipzig bei Gertrud Bartsch. 1938 erhielt sie ihr erstes Engagement an den Städtischen Bühnen Leipzig. Von 1940 bis 1945 arbeitete sie am Nationaltheater Weimar.
1948 entstand die erste Rundfunk-Aufnahme mit dem Tanzorchester Willy Berking beim Hessischen Rundfunk. Es folgten Aufnahmen mit einigen deutschen Sendeanstalten. 1950 schloss sie einen Vertrag mit der damals neu entstandenen Philips-Tongesellschaft ab. Es entstanden Schallplatten mit Chansons und Operettenquerschnitten. Ihre bekannteren Schlager waren La-Le-Lu, Zauber von Paris und Heut' ist ein Feiertag für mich. Tourneen führten sie quer durch Europa sowie nach Amerika und Marokko. Für das Fernsehen trat sie in Sendungen mit Hans-Joachim Kulenkampff (ARD) und Peter Frankenfeld (ZDF) und zuletzt in der Serie Der Forellenhof (SWF) auf. Von 1993 bis 1995 übernahm sie Gastrollen am Volkstheater Frankfurt.
Von 1992 bis 2007 war Maria Mucke Dozentin für Schlager und Chanson an der staatlichen Hochschule für Musik und darstellende Kunst in Frankfurt am Main.
Maria Mucke lebte in Kronberg im Taunus. Von 1950 bis zu dessen Tod 1991 war sie mit Hans-Otto Grünefeldt, von 1963 bis 1981 Fernsehprogrammdirektor des Hessischen Rundfunks, verheiratet. Zu ihrem 90. Geburtstag widmete ihr der Hessische Rundfunk eine kleine Reportage über ihr Lebenswerk.
Maria Mucke starb im Alter von 98 Jahren und wurde auf dem Friedhof Thalerfeld in Kronberg im Taunus zu ihrem Ehemann Hans-Otto Grünefeldt gebettet.

## Filmografie
- 1953: Schlager-Expreß (singende Zugbegleiterin) (Unterhaltungssendung)
- 1953: Der große Starkasten (Sängerin) (Fernsehfilm)
- 1954: Die Familie Hesselbach (Eva Berg, Untermieterin) (Erster von insgesamt vier Spielfilmen)
- 1955: Der Mann mit dem Zylinder (Jolie) (Fernsehfilm)
- 1960: Heute letzter Tag (Ein Abend im 'Eldorado') (Sängerin) (Fernsehfilm)
- 1965–66: Der Forellenhof (5 Folgen als Maria Fabricius) (Fernsehserie)
- 1969: Zwischenmahlzeit; Folge vom 29. Dezember (Kosmetikerin) (Fernsehshow mit Gisela Schlüter)
- 1980: Ein kleines Glück auf allen Wegen (Fernsehfilm)

Darüber hinaus hatte sie zwischen 1953 und 1987 noch mehrere Gastauftritte in verschiedenen Unterhaltungssendungen, wie beispielsweise in Zum Blauen Bock und Einer wird gewinnen.

## Hörspiele
- 1949: Selma Lagerlöf: Die Geisterhand (Sprecherin) – Regie: Karlheinz Schilling (Hörspielbearbeitung – HR)
- 1950: Just Scheu, Ernst Nebhut: Der Mann mit dem Zylinder. Musikalische Komödie (Musikerin: Singstimme) – Regie: Karlheinz Schilling (Hörspielbearbeitung – HR)
- 1950: Wolf Schmidt: Familie Hesselbach. Eine hessische Alltagschronik (Folge: Nachtleben) (Sprecherin: Flittchen) – Regie: Karlheinz Schilling (Original-Hörspiel, Mundart-Hörspiel – HR)
- 1950: Wolf Schmidt: Familie Hesselbach. Eine hessische Alltagschronik (Folge: Neujahrsträume) (Sprecherin) – Regie: Karlheinz Schilling (Original-Hörspiel, Mundart-Hörspiel – HR)
- 1951: Adolf Frisé: Premiere oder Der junge Dichter und die Theaterkrise (Musikerin: Singstimme) – Regie: Hans Kettler (Original-Hörspiel – HR)
- 1953: Martin Walser: Kantaten auf der Kellertreppe – die niemand hören will (Musikerin: Singstimme) Regie: Cläre Schimmel (Original-Hörspiel – SDR)
- 1986: Selma Lagerlöf, Lucie Bernis: Die Geisterhand (Sprecherin) – Regie: Karlheinz Schilling (Hörspielbearbeitung – HR)

## Aufnahmen
- CD Maria Mucke. Ein Porträt in historischen Aufnahmen von 1950–1955 „Kein Wölkchen am Schlagerhimmel“. Edition Berliner Musenkinder (duo-phon-records 2005)